# سييرا نيفادا كوربوريشن

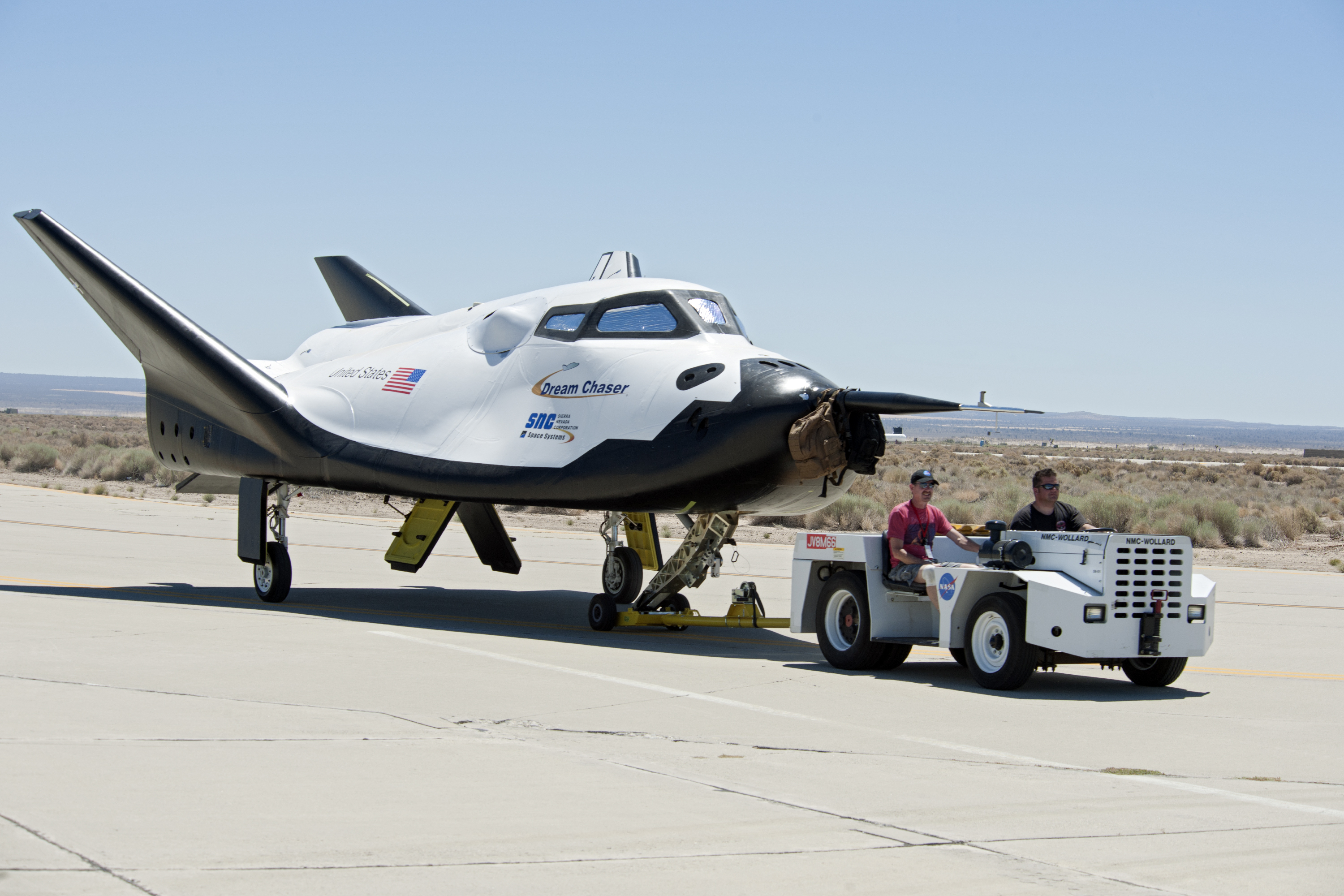
Dream Chaser

سييرا نيفادا كوربوريشن (بالإنجليزية: Sierra Nevada Corporation) هي شركة أهلية أمريكية متخصصة في صناعة الإجهزة الإلكترونية الخاصة بالأقمار الصناعية ووتقنيات الطاقة، والطب عن بعد وتقنية النانو، كما تقوم بخدمات في توصيل الأقمار الصناعية إلى مدارات حول الأرض. حصلت الشركة على تعاقد مع ناسا ومع الجيش الأمريكي، كما تعمل في إطار «الطيران المدني إلى الفضاء»، مثلما تفعل شركة سبيس إكس.
مقر الشركة في سباركس، نيفادا. ويعمل بها نحو 3000 من المختصين.

## نظرة عامة

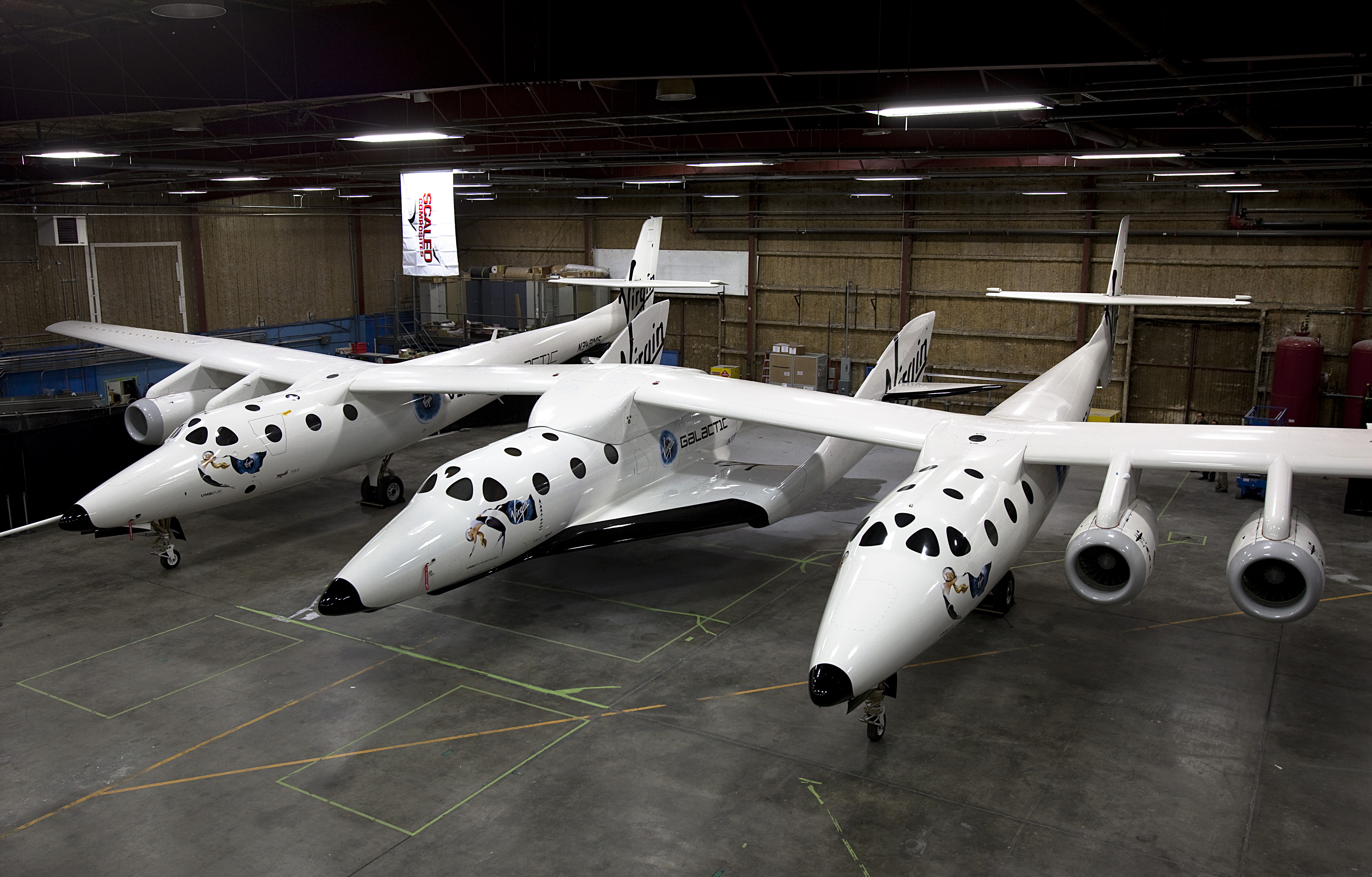
الطائرة الصاروخية سبيس شيب تو في بطن الطائرة الأم «وايت نايت تو» قبل أقلاعهما والطيران بسرعة تفوق سرعة الصوت.

تأسست شركة سييرا نيفادا كوربوريشن كشركة خاصة في عام 1963 . وهي تشمل الآن ستة نطاقات تعمل بصفة رئيسية في التسليح وتقنية الطيران والفضاء وتشارك في تحقيق هدف السفر السياحي إلى الفضاء لعامة الناس. وللشركة فروع تعمل في تقنية الطاقة والطب عن بعد وتقنية النانو، وكذلك تصنيع أقمارا صناعية صغيرة. تقوم بتنفيذ بعض التوكيلات تطلبها ناسا.
لها معامل ومراكز أبحاث منتشرة في نحو 30 مركز في 16 من الولايات الأمريكية بالإضافة إلى مقرات خدمات الزبائن في جميع أنحاء العالم.

## تاريخ الشركة
أسس الشركة «جون شيزولم» في عام 1963 حيث بدأ بعدد صغير من العاملين وكان مقر عملهم أحد الهناجر للطائرات في «ستيد نيفادا». ثم تولتها بعد ذلك ابنة شيزولم «ميشيل» وعملت بنجاح. وبعد ذلك أشتراها زوجان أصلهما تركي في عام 1994 عوهما «فتيح» و «إيرين أوزمن»، حيث كان فتيح أحد العاملين الأوائل في الشركة. عائلة فتيح من أصل تركي لكنهم يعيشون في الولايات المتحدة الأمريكية.وكان فتيح قد التحق بالشركة منذ عام 1981 .

## سبيس روكيت تو
قامت شركة سييرا نبفادا كوبوريشن بإنتاج محرك صاروخي مخصوص ل «سبيس شيب تو»، وهي الطائرة الخاصة بالطيران إلى أجواء عليا قريبة من مدارات الاقمار الصناعية.
 وكان أول طيران ناجح لها في أبريل 2013 .

## اقرأ أيضا
- سبيس إكس
- سبيس شيب تو
- مدار متزامن
- نظام التموضع العالمي
- ستاندارد ميسايل 3
- أبولو 11
- صاروخ آريس